# Władysław Stankiewicz
Władysław Stankiewicz (ur. 21 czerwca 1837 w Warszawie, zm. 14 czerwca 1929 tamże) – powstaniec styczniowy, lekarz chirurg i urolog, podporucznik Wojska Polskiego.

## Życiorys
Syn Józefa. Pracował jako aptekarz otrzymując tytuł prowizora i podaptekarza. Następnie w 1856 wstąpił na kurs farmaceutyczny. W 1862 ukończył studia lekarskie na Akademii Medyko-Chirurgicznej. W 1862 uzyskał stopień doktora na Akademii Lekarskiej, po czym został asystentem w katedrze kliniki chirurgicznej prof. Le Bruna w Szkole Głównej. 
Uczestniczył w powstaniu styczniowym 1863. Wówczas został autorem pierwszej powstańczej instrukcji dla lekarzy polowych. Wszedł w skład Komisji Lekarskiej Wydziału Wojny Rządu Narodowego. Jako lekarz powstańczy pracował w rejonie Gór Świętokrzyskich. Wykonał ok. 800 operacji. Po upadku powstania zagrożony aresztowaniem 31 grudnia 1863 wyjechał do zachodniej Europy, gdzie kształcił nadal się jako lekarz (Wrocław, Paryż, Wiedeń). Po amnestii powrócił do Warszawy w 1865 i pracował w tamtejszych szpitalach, początkowo prywatnie. Od 1869 prowadził oddział w szpitalu prywatnym dla dzieci przy ul. Solnej. Od 1872 był ordynatorem nadetatowym w szpitalu dla dzieci przy ul. Aleksandrya, od 1875 ordynatorem młodszym, a w 1877 odszedł z tej placówki. Od tego czasu organizował oddział chirurgiczny w szpitalu na Woli. Później pracował w Szpitalu Ewangelickim, od 1880 jako ordynator oddziału chirurgicznego, a od 1900 do 1919 jako naczelny lekarz. Był także lekarzem Kolei Wiedeńskiej.
Po odzyskaniu przez Polskę niepodległości (1918) w okresie II Rzeczypospolitej został awansowany na stopień podporucznika weterana Wojska Polskiego.

## Publikacja
- Chirurgia operacyjna (1868, współautorzy: Jan Kwaśnicki, Jan Wszebor)

## Odznaczenia i wyróżnienia
- Krzyż Komandorski Orderu Odrodzenia Polski (2 maja 1923)[1][2]
- Krzyż Oficerski Orderu Odrodzenia Polski (5 sierpnia 1921)[3][4]
- Oznaka honorowa Szkoły Podchorążych
- Tytuł członka honorowego Rady Lekarskiej Państwa Polskiego (1917)
- Tytuł honoris causa Wydziału Lekarskiego Uniwersytetu Warszawskiego (1921)